# La vittoria della fede (Hare)
La vittoria della fede (The Victory of Faith) è un dipinto del pittore irlandese Saint George Hare, realizzato tra il 1889 e il 1891 e oggi conservato nella National Gallery of Victoria a Melbourne.

## Storia
Il dipinto venne esposto alla fiera colombiana di Chicago nel 1893 e al Salon di Parigi dell'anno successivo (con il titolo francese Une victoire de la foi). L'opera venne donata anonimamente al museo di Melbourne nel 1905.

## Descrizione
Il dipinto è ambientato nella Roma imperiale e raffigura due donne cristiane, una dalla pelle bianca e l'altra dalla pelle scura, che dormono su un mucchio di paglia, nell'attesa di venire sbranate dalle belve che si trovano in alto a sinistra, nascoste dall'oscurità. Sul muro sono presenti dei graffiti con alcuni simboli cristiani, come la croce e il chi-rho. Il dottor F.W. Boreham affermò che la nudità dei due soggetti del dipinto è simbolica dato che, in quanto condannate come martiri cristiane, le due donne sono state spogliate di tutto. Nonostante la morte sia vicina, le due donne riposano dolcemente e sui loro volti si notano delle espressioni serene.
Secondo Joseph R. Roach, questo quadro è influenzato dall'arte erotica di epoca vittoriana e dall'opera teatrale The Octoroon di Dion Boucicault. Sempre secondo Roach, la martire dalla pelle bianca sembra emergere dalla sua compagna dalla pelle scura, mentre secondo la scrittrice Della Pollock il contatto della sua mano con il braccio della compagna evidenzia un desiderio sessuale proveniente anche dalla donna più bianca.
Il quadro potrebbe ispirarsi alla leggenda di Perpetua e Felicita, due martiri cristiane venerate come sante.